# Iñaki Abad
Iñaki Abad Leguina (Bilbao, 1963-) es un escritor y periodista español.

## Biografía
Licenciado en Filología Hispánica por la Universidad de Deusto, trabajó como periodista y locutor de radio en Radio Popular de Bilbao y La Gaceta del Norte, así como colaborando con El Correo Español y Radio Euskadi. Desde 1989 vivió en Italia y fue profesor de español en la Universidad de Catania (Sicilia). En 1991 empezó a trabajar en el Instituto Cervantes y dirigió los centros de Nápoles, Milán, Praga, Manchester y Budapest. Fue también subdirector de Cultura y director de Cultura en la sede central. Participó en los Coloquios sobre Cultura Visual Contemporánea celebrados en Valencia en 2004.
Su primera novela fue El hábito de la guerra (2002), un thriller de espías ambientado en Bilbao. Cinco años después ambientó en Nápoles otra novela de espías, Los malos adioses (2007); ambas están protagonizadas por un oscuro funcionario de la inteligencia española, Fernando Sanmartín de Mayorga. Compiló sus cuentos en Barbarie y otros relatos (1996)